# W 2 (sommergibile Italia)
Il W 2 è stato un sommergibile della Regia Marina.

## Storia
Prestò per servizio per oltre un anno nella Royal Navy, poi, con i gemelli, fu acquistato dalla Regia Marina che intendeva rafforzare la propria componente subacquea.
Dopo la cessione si trasferì in Italia nel settembre 1916.
Dopo un periodo di intensi lavori, nel settembre 1917 fu dislocato a Brindisi, in seno alla III Squadriglia Sommergibili.
Compì una prima missione offensivo sulla rotta per Cattaro, ed una difensiva al largo di Brindisi.
Nel dicembre 1917 fu mandato a Valona, venendo impiegato in funzione difensiva di quel porto.
Nell'aprile 1918 fu assegnato alla Scuola Idrofonisti di Gallipoli.
Disarmato a fine guerra, fu radiato nel 1919 e demolito.